# WikiTree
WikiTree  è un sito web basato sulla piattaforma MediaWiki che permette di creare il proprio albero genealogico collegandolo contemporaneamente agli alberi degli altri utenti. Fu lanciato il 26 aprile 2005.
WikiTree non è ospitato dalla Wikimedia Foundation e si trova su server privati.
Vi è un dibattito sull'opportunità di fusione tra WikiTree e Rodovid, un altro sito di genealogia wiki.